# Lipoptena pudui
Lipoptena pudui är en tvåvingeart som beskrevs av Peterson och Maa 1970. Lipoptena pudui ingår i släktet Lipoptena och familjen lusflugor. Inga underarter finns listade i Catalogue of Life.